# 6 & 8 Parramatta Square
 (2015).
6 & 8 Parramatta Square est un gratte-ciel en construction à Parramatta dans la banlieue ouest de Sydney en Australie.

## Historique
Le premier projet lancé en 2012 prévoyait un édifice de 215 m de hauteur dessiné par Grimshaw Architects. En 2013, le nouveau projet, appelé Aspire Parramatta, concerne un immeuble de 88 étages, comprenant 700 appartements, un hôtel de 150 chambres et un centre commercial.
Il devait atteindre 336 m de haut, devenant ainsi le plus haut gratte-ciel d'Australie en dépassant la Q1 Tower.
En 2014, le projet est remis en cause en raison des problèmes soulevés par l'Autorité de la sécurité de l'aviation civile qui considère la hauteur du bâtiment trop élevée.
En août 2015, la société Walker Corporation est nommée développeur du nouveau projet qui prévoit que la tour Aspire doit être réduite à 68 étages et à une hauteur de 230 m, afin de respecter les directives des autorités de l'aviation.
En 2017, la tour résidentielle et le nom « Aspire » sont abandonnés au profit d'un immeuble de bureaux de 55 étages et de 233 m de haut, conçu par Johnson Pilton Walker. Les lots 6 et 8 de la place de Parramatta sont fusionnés pour le développement d'un bâtiment commercial avec une surface totale de 120 000 m2 désigné sous le nom de 6 & 8 Parramatta Square. Il devrait être achevé d'ici 2022.